# ولایت هیزن

نقشه ژاپن در سال ۱۸۶۸ میلادی. این ولایت با رنگ تیره مشخص شده است.

ولایت هیزن (به ژاپنی: 肥前国 Hizen no kuni) یکی از ولایت‌ها در تقسیم‌بندی کشوری قدیم ژاپن بود.